# Château du Plessis-Bochard
Le château du Plessis-Bochard est situé sur la commune de Saint-Pierre-des-Nids, dans le département de la Mayenne.

## Historique
Le monument fait l’objet d’une inscription au titre des monuments historiques depuis le 15 mai 1996.